# Лаптєва (Кетовський район)
Ла́птєва (рос. Лаптева) — присілок у складі Кетовського району Курганської області, Росія. Входить до складу Барабинської сільської ради.
Населення — 243 особи (2010, 260 у 2002).